# Алфафара
Алфафара, Альфафара (валенс. Alfafara, ісп. Alfafara) — муніципалітет в Іспанії, у складі автономної спільноти Валенсія, у провінції Аліканте. Населення — 417 осіб (1 січня 2022).

## Географія
Муніципалітет розташований на відстані близько 330 км на південний схід від Мадрида, 48 км на північ від Аліканте.

### Клімат
| Кліматограма Алфафара                                                                          | Кліматограма Алфафара | Кліматограма Алфафара | Кліматограма Алфафара | Кліматограма Алфафара | Кліматограма Алфафара | Кліматограма Алфафара | Кліматограма Алфафара | Кліматограма Алфафара | Кліматограма Алфафара | Кліматограма Алфафара | Кліматограма Алфафара |
| ---------------------------------------------------------------------------------------------- | --------------------- | --------------------- | --------------------- | --------------------- | --------------------- | --------------------- | --------------------- | --------------------- | --------------------- | --------------------- | --------------------- |
| С                                                                                              | Л                     | Б                     | К                     | Т                     | Ч                     | Л                     | С                     | В                     | Ж                     | Л                     | Г                     |
| 38 9 2                                                                                         | 38 13 3               | 47 16 4               | 60 21 7               | 22 25 10              | 25 30 14              | 7 35 18               | 23 33 18              | 42 27 13              | 33 22 10              | 76 13 4               | 49 9 2                |
| Середня макс. і мін. температури повітря (°C) Атмосферні опади (мм), за рік : 460 мм. Джерело: |                       |                       |                       |                       |                       |                       |                       |                       |                       |                       |                       |

## Демографія
Динаміка населення (INE ):

## Галерея зображень

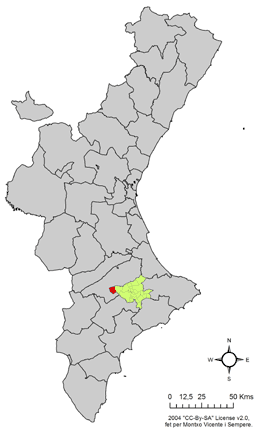
Розташування муніципалітету Алфафара у автономній спільноті Валенсія
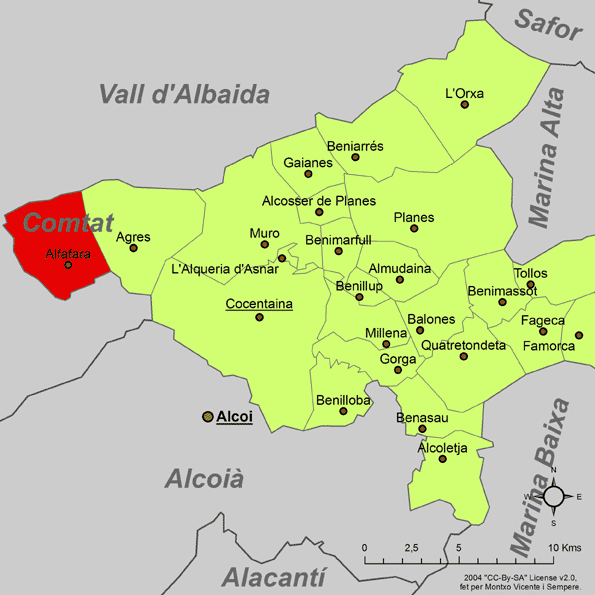
Розташування муніципалітету Алфафара у комарці Кондадо-де-Косентайна
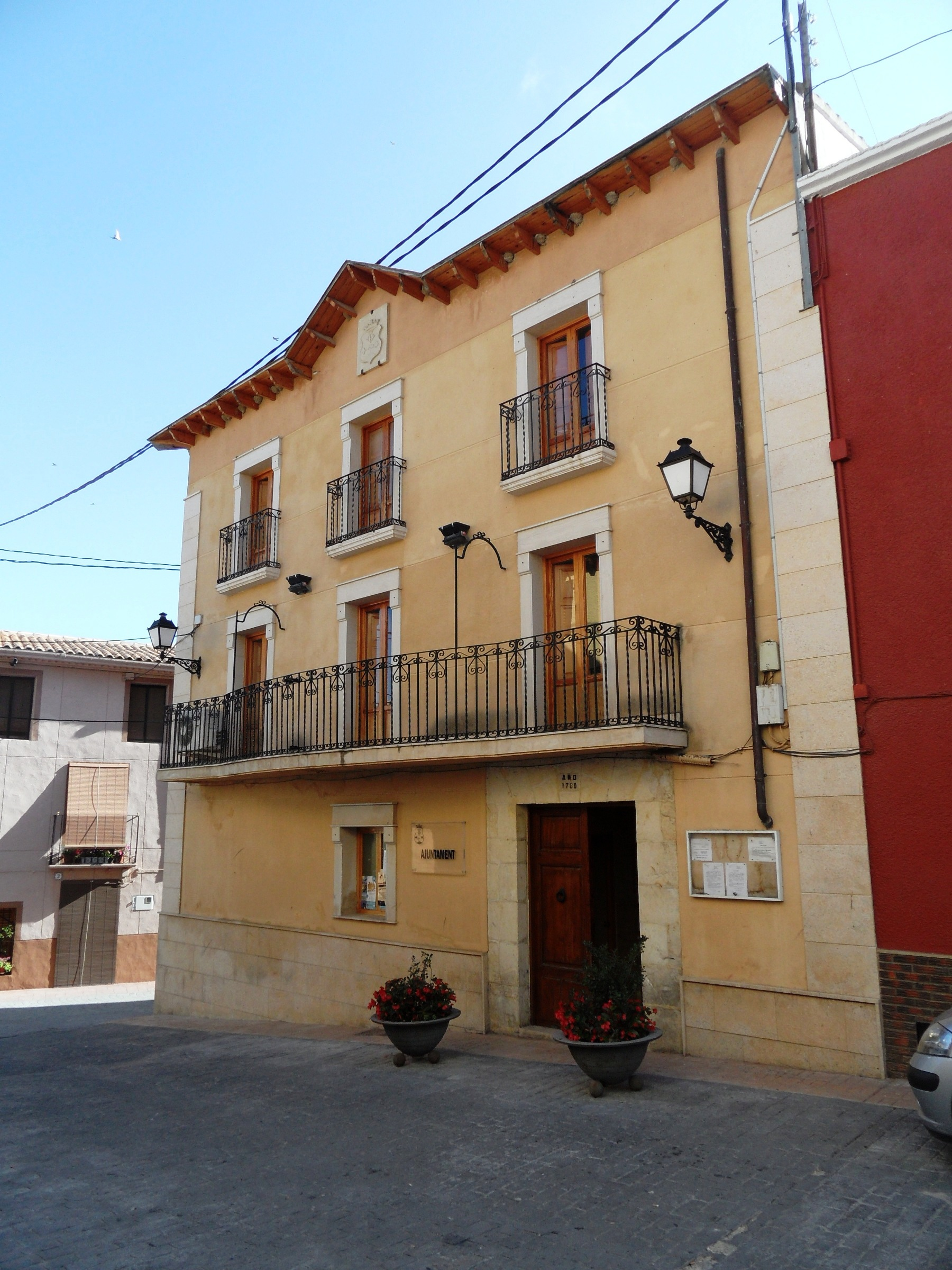
Муніципальна рада
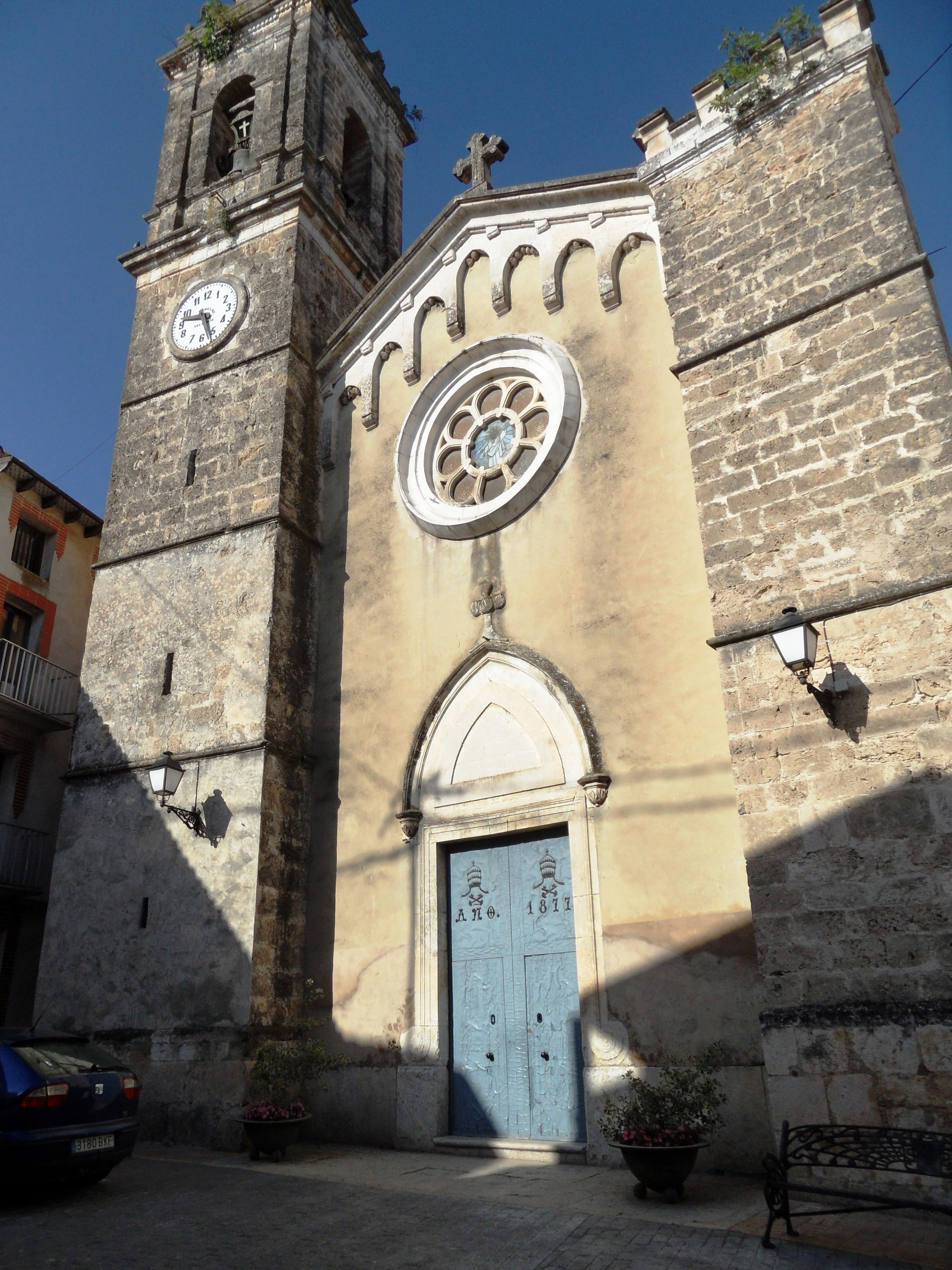
Церква Ла-Трансфігурасьйон-дель-Сеньйор